# CITF-FM
CITF-FM, publicisée sous le nom de Rouge FM 107,5, (anciennement 107.5 Rock Détente) est une station de radio québécoise située dans la ville de Québec appartenant à Bell Media, diffusant de la musique adulte contemporaine à la fréquence 107,5 FM avec une puissance de 39 000 watts à partir du mont Bélair.
En août 2011, Astral Média lance Rouge FM, réseau qui prendra la place de Rock Détente. À compter de 2011, CITF-107,5 fait donc partie du réseau Rouge FM qui comprend neuf stations à travers le Québec.

## Historique
Le 5 novembre 1981, Télémédia Ltee (propriétaire de CKCV) a obtenu une licence de diffusion pour une nouvelle station FM à Québec avec un format adulte contemporain ainsi que des nouvelles. Telemedia avait l'intention de lancer une station FM d'informations. CITF-FM a été lancé le 22 juillet 1982 et a naturellement adopté l'image de sa station-sœur de Montréal, CITE-FM.
Le 21 septembre 1990, Télémédia ferme la station-sœur CKCV 1280 afin de pouvoir acheter CHRC, qui était alors en tête des cotes d'écoute à Québec. Les règles canadiennes interdisaient à un diffuseur de posséder plus d'une station de même langue dans le même marché. L'achat de CHRC ne réussit pas, mais CKCV resta tout de même fermée.
Télémédia fut acheté par Astral Media en 2002.
La station CITF-FM adopte depuis la mi-juillet 2011 une programmation 100 % locale.
Le 18 août 2011 à 16h, Rock Détente devient Rouge FM et diffusera une programmation entièrement produite à Québec. 
Le 16 mars 2012, Bell Canada Entreprises (BCE) annonce son intention de faire l'acquisition d'Astral Média, incluant le réseau Rouge FM, pour 3,38 milliards de dollars. La transaction a été refusée par le CRTC. Bell Canada a alors déposé une nouvelle demande le 4 mars 2013, qui a été approuvée le 27 juin 2013

### Identité visuelle (logo)

Logo de Rock Détente de 2004 au 18 août 2011.
Logo de Rouge FM du 18 août 2011 au 14 août 2017
Logo actuel depuis le 14 août 2017

## Programmation
Une programmation entièrement produite à Québec est diffusée en semaine entre 6 h et 16 h (à l'exception de L'heure du lunch). En dehors de ces heures, la programmation est produite à Montréal et diffusée simultanément sur les 9 stations du réseau Rouge FM. (Programmation de la station en date du 8 mars 2021)

### En semaine (Du lundi au vendredi)
- 0 h à 5 h 30 : Les nuits Rouge
- 5 h 30 à 8 h 30 : On est tous debout
- 8 h 30 à 12 h : Rouge au travail
- 12 h à 13 h : L'heure du lunch (Les vendredis : On est encore... tous debout)
- 13 h à 16 h : Rouge au travail (Les vendredis : Gab le weekend)
- 16h à 18h : Véronique et les fantastiques (Les vendredis : Le party du 4@7)
- 18 h à 19 h : Le top 6@6 Rouge
- 19 h à 22 h : Rouge sur demande avec Pierre-Marc Babin (Les vendredis : Autour du feu)
- 22 h à 0h : Les soirées rouge

### Week-end (Samedi et dimanche)
- 0 h à 7 h : Les nuits Rouge
- 7 h à 9 h : Véronique et les fantastiques le weekend
- 9 h à 11 h : Le top 20 Rouge (Les dimanches : La Playlist)
- 11 h à 16 h : Gab le weekend
- 16 h à 19 h  : Le party du 4@7 (Les dimanches : Le top 20 rouge de 16h00 à 18h00)
- 19 h à 21 h : Autour du feu (Les dimanches : Top 20 Franco de 18h00 à 20h00)
- 21 h à 0 h : Les soirées Rouge

## Animateurs du 107,5 Rouge FM
- Marie-Christine Champagne (Les matins de Marie-Christine, PA et Phil)
- Pierre-Alexandre Normand (Les matins de Marie-Christine, PA et Phil / Pas de presse, c'est dimanche)
- Philippe Lapeyrie (Les matins de Marie-Christine, PA et Phil)
- Amélie Simard (Ma Musique au travail)
- Seb Lauzon (Tapis Rouge / Ma musique au travail)
- Isabelle Juneau (Isabelle le week-end)
- Marie-Claude Barette (Contact)
- Brigitte Lafleur (Contact)
- Karine Champagne (Contact)
- Maxime Landry (Maxime Landry)
- Nathalie St-Pierre (Le meilleur choix musical au Québec)
- André Lantin (Le Party)
- Pierre-Marc Babin (180 minutes de bonheur, Pierre-Marc Babin le week-end)
- Mélanie Gagné (Le meilleur choix musical au Québec)
- Jean-Francois Fillion (le meilleur choix musical au Quebec)

## Slogans publicitaires
- 1982 : Pour l'amour de la musique.